# PECL
PECL（ピクル、PHP Extension Community Library）は、PHPで利用できる拡張ライブラリ（パッケージ）を提供しているサービス。
PECLで提供されるライブラリはCで記述されているため、PHPで記述されたPEARのライブラリよりも高速に動作する。PECLにより提供されるライブラリはPHPの拡張モジュールとしてインストールされる。一方で、PEARライブラリはPHPのバージョンアップに伴う再インストールが原則として不要なのに対し、PECL拡張モジュールはPHP内部のAPIに依存する部分があるため、PHPのバージョンアップに伴いAPIが変更された場合は再コンパイルを必要とする。
PECLのインストール用には、PEAR同様に「pecl」コマンドが提供されている。インストール方法もほぼPEARと同じだが、インストール後に設定ファイル（php.ini）の「extension」でインストールしたモジュールを指定する必要がある点が異なる。なおWindows版では、手動でphp.iniを修正して、あらかじめコンパイル済みのPECL DLLを組み込むのが一般的な方法である。